# Codex Brucianus

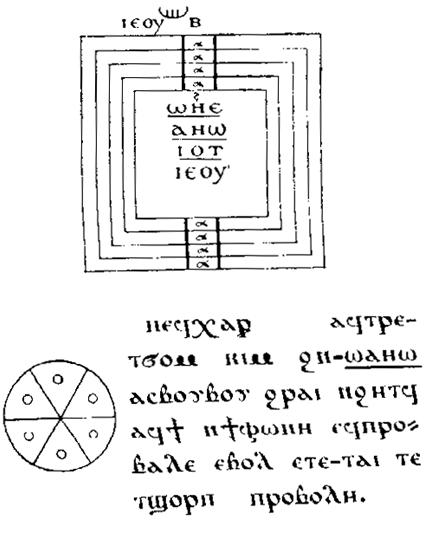
Eine Skizze aus dem 1. Buch des Jeû (Kapitel 7), einem Teil des Codex Brucianus

Der Codex Brucianus (auch: Bruce Codex) ist eine Sammlung koptischer gnostischer Handschriften, welche die zwei Bücher des Jeû, eine „Schrift ohne Titel“ und einige Fragmente umfasst.

## Geschichte des Codex und seiner Erforschung
Der Codex trägt den Namen des Schotten James Bruce, der die Handschrift 1769 in Ägypten in Medînet Hâbu kaufte. Er bestand zur Zeit des Erwerbs aus 78 Blättern aus Papyrus im Quartformat (29 × 17 cm). Der Orientalist Karl Gottfried Woide (1725–1790) konnte als erster dieses Manuskript kopieren, seine Abschrift befindet sich im Besitz der Clarendon Press, heute Oxford University Press. 1842 kaufte die Bodleian Library in Oxford das Manuskript von den Erben. Der Zustand der Handschrift ist schlecht; seit der ersten Abschrift von Woide sind aufgrund der feuchten Lagerung in England und zu spät erfolgten Konservierung sieben Blätter ganz verloren und 49 zur Hälfte zerstört oder zu Fragmenten zerfallen.
Der Koptologe Moritz Gotthilf Schwartze (1802–1848) konnte 1848 die Abschrift Woides einsehen, kopieren und mit dem Original vergleichen. Sein früher Tod verhinderte aber jedwede Veröffentlichung. Die erste komplette Ausgabe erfolgte erst 1892 durch Carl Schmidt (1868–1938), der die Aufzeichnungen Woides und Schwartzes verwenden konnte. Schmidt stellte fest, dass der Codex in der vorliegenden Form aus zwei ziemlich verschiedenen Schriften zusammengesetzt ist. Die Teile haben unterschiedliche Papyrusqualität und unterschiedlichen Inhalt. Es sind zwei verschiedene Hände erkennbar, dazu kommt, dass die Buchstabenformen so stark voneinander abweichen, dass die Teile auch zeitlich auseinander liegen müssen. Die beiden Handschriften wurden zusammen gefunden, verkauft und erst sekundär kombiniert. Schmidt datierte sie auf das 5. und das 5.–6. Jahrhundert.
Die erste Bindung des Kodex erfolgte mangels Fachleuten in völliger Unkenntnis der Schrift und des Inhalts, so dass die Seiten vertauscht und zum Teil kopfüber in den Kodex eingebunden waren. Nach Schmidts Veröffentlichung wurden die Seiten gemäß der von ihm rekonstruierten Reihenfolge ein zweites Mal gebunden.

## Verfasser, Herkunft
Die Verfasser der drei in sahidischem Dialekt abgefassten Hauptschriften des Codex sind unbekannt. Woide hielt Valentinus für den möglichen Verfasser. Als Folge davon gibt es einige Buchausgaben, die Valentinus als Verfasser nennen. Carl Schmidt hält dies jedoch für fragwürdig. Die originalen Werke waren ursprünglich griechisch geschrieben. Dies zeigt sich an den übernommenen griechischen Wörtern und an Wort für Wort übersetzten Passagen.

## Inhalt
Der erste Codex umfasst die zwei Bücher des Jeû, dazu am Schluss zwei fragmentarische gnostische Gebete und ein weiteres Fragment. Der zweite Codex enthält ein altgnostisches Werk mit unbekanntem Titel. Die beiden Bücher des Jeû zeigen eine enge inhaltliche Verbindungen zur Pistis Sophia, die im Codex Askewianus überliefert ist. Jeû ist dabei die erste Emanation des höchsten Gottes. Schmidt hält es daher für möglich, dass Pistis Sophia und die Bücher des Jeû auf denselben Verfasser zurückgehen.

## Bedeutung
Zusammen mit dem Codex Berolinensis Gnosticus 8502 und dem Codex Askewianus waren diese drei Codices für längere Zeit die einzigen direkten Quellen zur Gnosis. Ansonsten gab es nur die indirekten Zeugnisse der Kirchenväter. Erst durch den Fund der Nag-Hammadi-Schriften verbesserte sich die Quellenlage deutlich.